# Stup (Ilidža, BiH)
Stup je sarajevsko naselje. 

## Zemljopisni položaj
Južno je od rječice Miljacke, a sjeverno od rječice Dobrinje. Okružuju ga Briješće, Alipašin most, Alipašino Polje, Olimpijsko selo, Nedžarići, Zračna luka Butmir, Ilidža, Pejton, Otes i Azići. Između Azića i Stupa je željeznička pruga ka Mostaru.

## Povijest
Naseljeno još u rimskom dobu. Na Stupu su pronađeni nalazi iz rimskog doba o kojima je pisao Gregor Čremošnik 1930. godine.
Marijanski korijeni stupske župe stariji su od današnje župe. 1710. je godine prvi put uspostavljena župa s Gospinom kapelicom, a župa je nosila ime Sarajevsko Polje. Ime je zadržala do 1744. kad je postala podružnicom župe u Sarajevu. Vojnici generala Filipovića su 1878. nakon oslobađanja Sarajeva i pobjede na Osmanlijama došli na Stup zahvaliti Gospi za pobjedu. 
Nekada je Stup bio selo koje je postalo prigradsko naselje. Od 1890. ovdje se nalazi katoličko groblje, a od tada i župa bilježi svoje postojanje. 
Župa Stup stavljena je pod nebesku zaštitu Blažene Djevice Marije, a patron joj je na svetkovinu Uznesenja BDM. Osnovana je dekretom prvog vrhbosanskog nadbiskupa Josipa Stadlera, nakon ponovne uspostave redovite crkvene hijerarhije u BiH po oslobađanju BiH od osmanske vlasti. Dekret je od 12. listopada 1890. godine. Stadler je uspostavio župu Sarajevsko Polje imena Marije pomoćnice kršćana, s patronima Velike i Male Gospe te već spomenutim naslovnikom župe, BDM. Dekretom je službeno prihvaćena već uhodana vjernička praksa ovdašnjeg naroda gdje je Gospino štovanje bilo itekako prošireno osobito za blagdane Velike i Male Gospe. Od vremena osnivanja župe mjestom bogoslužja bila je drvena kapelica na katoličkom groblju u kojoj se na oltaru štovala stara slika Majke dobrog savjeta iz osmanlijskog doba. Prvi župnik bio je rodom iz Moravske, Franjo Venhuda. Kad je došao pripremao je gradnju nove crkve, jer postojeća nije zadovoljavala vjerničke potrebe. Izgradio je veću kapelicu privremeno na zemljištu predviđenom za izgradnju nove crkve. U novu kapelicu prenesen je oltar s Gospinom slikom iz stare kapelice. Podignut je i župni stan. Od 1891. gradila se nova kamena crkva prema projektu Josipa Vancaša i dovršena je 1892. godine. 15. kolovoza u čast Pomoćnici kršćana blagoslovio ju je kanonik dr. Anton Jeglič. Nova zavjetna slika zavjetna slika Pomoćnice kršćana donesena je 1893. godine. Štovanje Majke Božje sljedećih je desetljeća na Stupu toliko naraslo da su stupski župnici u razdoblju od 1892. do 1945. o svetkovini Velike Gospe naručivali posebne vlakove za hodočasnike iz Zenice, Konjica i šireg sarajevskog područja. Oba nadbiskupa, i Stadler i Šarić vrlo su držali do Gospe Stupske. Nastojali su ovdje napraviti glavno marijansko proštenište u Vrhbosanskoj nadbiskupiji. Biskupska konferencija je zamislila i odobrila da je na Stupu je 15. kolovoza 1940. bila otvorena i proslavljena 1300. obljetnice kršćanstva u Hrvata. Strahoviti rat prekinuo je slavlje. Sve se završilo tek Nacionalnim euharistijskim kongresom 1984. u Mariji Bistrici. Te je godine obnovljena slika Majke dobrog savjeta iz kapelice.
U zajedničkim državama Sarajevo je bilo blago zapostavljeno. Grad je doduše rastao i razvijao se, ali po kanonu komunističke arhitekture i srpske dominacije. Stup su u tom vremenu zvali Mali Rim, jer je u njemu živjelo i do 10 000 Hrvata-katolika. Nažalost mnogi su danas zbog rata u BiH raseljeni po svijetu, a vrlo malo ih se vraća. Tek se kolovoza svake godine velik broj raseljenih stanovnika sarajevskog naselja Stup radi proslave Velike Gospe.
Danas je Stup u sastavu općine Ilidža. Prije velikosrpske agresije i bošnjačke agresije na Hrvate bio na glasu kao dio Sarajeva u kojem je živio najveći broj Hrvata katolika. Imalo je preko pet tisuća katoličkih stanovnika, zbog čega je nosilo naslov "Malog Rima". Ratne nepogode pridonijele su da se prepolovio broj katolika zbog čega ih je danas nešto više od 2.500. Stupski katolički Hrvati su dvaju korijena. Jedni su starinske starosjedilačke obitelji, s tradicijom u dalekoj prošlosti. Drugi su novijeg postanja. To su bile obitelji većinom iz Hercegovine, koji su došle u Sarajevo zbog posla, i uglavnom se nastanili na Stupu. Velika poduzeća kao Famos iz Hrasnice i Energoinvest prije velikosrpske agresije su imala mnogo zaposlenika Hrvata.
Zbog brojne zajednice Hrvata, Stup je stoga bio jednim od djelova Sarajeva odnosno BiH koje je bilo pod nadzorom HVO-a. Hrvati su se ovdje samoorganizirali u obrani Bosne i Hercegovine. 
Zbog inertnosti središnjih bosanskohercegovačke vlasti pred imanentnim srpskim osvajačkim pohodom bilo je nužno političko i vojno samoorganiziranje Hrvata grada Sarajeva. Stup je bio dio teritorijalno-administrativne zajednica hrvatskog naroda u BiH, Hrvatske zajednice Vrhbosne, osnovane siječnja 1992. godine. Poznat je bio HVO Sarajevo, a na području Stupa djelovao je HVO na čelu s predsjednikom Velimirom Marićem.
Tijekom velikosrpske agresije na BiH srbočetničke postrojbe su 12. i 14. svibnja 1992. pogodili stupsku crkvu nekolicinom zapaljivih projektila. Crkva je u potpunosti izgorjela i od nje su ostali samo samo nagorjeli zidovi, grede i klupe. Od izgaranja su preživjeli neki svetački kipovi i srećom je sačuvana zavjetna Gospina slika. U isto je vrijeme su srpski ekstremisti pogodili iz teškog naoružanja i razorili novosagrađeni samostan sestara karmelićanki u Azićima. Prethodno su samostan opljačkali muslimanski ekstremisti. U vrijeme tih užasnih događaja mnogo je Hrvata katolika u strahu napustilo župu, a dio su ih protjerali. Tijekom 1994. raščišćene su ruševine župne crkve na Stupu i sv. mise su se slavile unutar preostalih zidina. Župna crkva je stožer koji okuplja sve katolike Hrvate naselja Stup.
Bošnjački napad na Hrvate i obračun s nedužnim Hrvatima koji su branili Sarajevo i držali strateški važni položaj pokraj zračne luke nije pružio viziju lijepe budućnosti Hrvatima i katolicima. Zato su brojni još za vrijeme rata i poslije rata prodali svoje kuće i imanja u bescjenje i odselili, mnogi natrag u Hercegovinu, odakle su se doseljavali ponajviše zbog posla. Brojni odseljenici poslije su zažalil. Mnogi sa Stupa koji su prodali kuće i imanje na Stupu pokazali su zanimanje za vratiti se, no nemaju gdje. Ali, premda se u skoroj budućnosti prema procjenama upućenih ne može očekivati neki znatniji povratak Hrvata, isto tako nije primjetan ni odlazak Hrvata sa Stupa. Stup je danas pogođen velikom nezaposlenošću. Nacionalna i vjerska struktura Stupa mijenja se zbog toga što se Sarajevo nema kamo širiti, pa se zgrade prave i grad se širi ka Ilidži. U novim zgradama su stanari druge nacionalnosti, a nema toliko Hrvata da se naseli u njima i očuva nacionalnu strukturu Stupa. Stupu u usporedbi s drugim sarajevskim župama, relativno je mlađe strukture vjernika, pa uz odgojnu i školsku infrastrukturu nagovješćuje svjetliju budućnost Stupa. Zbog loše izvedbe urbanizacije s novogradnjama, stara slika Stupa je uništena. Prometni ulaz u naselje bio je vrlo loš, zbog čega je Sarajevo bilo u prometnom kolapsu. Izgradnjom Stupske petlje 2015. situacija se nešto promijenila, ali tragovi su ostali jer je u užoj gradskoj zoni, a zakon o eksproprijaciji neadekvatan. Nažalost, Stupska petlja je napravljena oko rimokatoličkog groblja na Stupu.
2010-ih izgrađena su dva naselja Tibra: jedno od Stupske petlje prema Ilidži, drugo prema Nedžarićima, na istoj strani, onoj do zračne luke, uz glavnu prometnicu. Treći bastion sličan tim blizankama gradi se preko puta. U usporedbi s naseljima iz prijašnjeg sustava, kao na Alipašinu, Tibra je tako urbanistički nesređeno građena, bez zelenila i mjesta za igru i rekreaciju. Puno je mana kao moderna poslijeratna naselja u Sarajevu. Na primjer, kompleks do Ilidže je kompleks od desetak zgrada tako zbijenih da između njih i nema ulica, nego samo pješački prolazi. S unutarnje strane prozori gledaju u susjedne prozore na zgradama u sredini naselja, tako blizu da osobe na balkonima mogu međusobno razgovarati bez podizanja glasa, mjestimice su prozori toliko blizu da se susjedi mogu rukovati. Na mjestima gdje se sastaju dvije unutrašnje zgrade balkončićima je jedni pogled pravo u zid, polumračni prolaz gdje vjetar tvori sablasne zvižduke.
5. lipnja 2015., u Susret dolaska pape Franje u Sarajevo, Nadbiskupijski centar za pastoral mladih Ivan Pavao II. organizirao je molitveno bdijenje u župi Uznesenja Blažene Djevice Marije na Stupu. Sudjelovalo je oko 2.000 mladih koji su svojom pjesmom, molitvom uz svijeće, te klanjanjem pred Presvetim Oltarskim Sakramentom Papi poslali poruku dobrodošlice.
Naselje Stup sastoji se od nekoliko dijelova: Stup I, Stup II, Stupsko brdo, stari Stup i centar s poznatim restoranom.

## Gospodarstvo
Prije Drugoga svjetskog rata u Sarajevu nije bilo nikakve mljekare ni potrebnih strojeva za obradu mlijeka i predratni stanovnici u Sarajevu trošili su znatno manje količine konzumnog mlijeka. Zbog toga su se proizvodnjom mlijeka bavili proizvođači u selima koja su neposredno gravitirala gradu. Među njima je bila mljekarska zadruga na Stupu.

## Promet
Iz Stupa prometnica vodi u Doglode, sarajevsko naselje također s brojnim Hrvatima. Kod Stupa je velika cestovna petlja na izlazu iz grada.

## Kultura
Crkva na Stupu je spomenik pod zaštitom države.
Proslava blagdana Velike Gospe odnosno Uznesenja BDM, zaštitnice ove župe, veliki je katolički blagdan na Stupu te župu i svetište pohode tisuće vjernika iz Sarajeva i sa svih strana. Procesijom sa slikom Gospe Stupske ide od župne crkve do vanjskog oltara. Župa Uznesenja BDM na Stupu pripada Sarajevskom dekanatu.
Karmelićani su dobili srpnja 2006. dva duhovna žarišta u BiH. Na svetkovinu Gospe Karmelske 16. srpnja 2006. na Stupu je ženska grana Karmela, klauzurne karmelićanke, nakon što je napravila dio svoga samostanskog objekta, zatvorila je i svoju redovničku klauzuru, jer su se nakon prijelaznog razdoblja izgradnje ostvarili uvjeti početka života sukladno kanonskim propisima o klauzuri vlastitoga redovničkog prava. Četiri dana poslije na blagdan sv. Ilije, zaštitnika BiH, muška grana Karmela zaživjela je na tlu BiH, kad je blagoslovljen novosagrađeni samostan i duhovni centar Karmel sv. Ilije Proroka u župi Grabovica na Buškom jezeru.
U župi Uznesenja BDM Stup, održava se Dječje ljeto, koji organiziraju župa Stup uz suorganizaciju Hrvatskog kulturno-umjetničkog društva "Don Ivan Trobentar" sa Stupa. Inicijativa za projekt Dječjeg ljeta došla je od skupine mladih župe Stup.  Sadrži igre i radionice, da bi se barem jedan dan u tjednu ponudilo i pokazalo djeci da je moguće i bez mobitela i kompjutera družiti se s vršnjacima, kroz razne radionice pokazati svu svoju kreativnost i izražavanje te kako pametno koristiti svoje slobodno vrijeme i svoje talente dane od Boga", a i da djeca izađu bogatija znanjem ali i sviješću o pripadnosti Katoličkoj Crkvi.
HKUD-a Don Ivan Trobentar sa Stupa organizira vrlo posjećeni maskenbal na Stupu.
HKUD Don Ivan Trobentar nosi ime po dugogodišnjem župniku na Stupu don Ivanu Trobentaru. Prije drugoga svjetskog rata bio je katehet u Zavodu sv. Josipa.
Na Stupu je podignuta džamija Omer El-Hattab. Smještena je na ulazu u grad te arhitekturnim osobinama sliči na Ferhadiju i Alipašinu džamiju. Vakif je Fehd Salih El-Hanna iz Kuvajta. Njegov brat, Muhammed el-Hanna financirao je gradnju tri džamije: na Hrasnom Brdu 2, na Orahovom brijegu i džamiju u Medresi Osman ef. Redžović u Velikom Čajnu.
Na Stupu, Dobrinjska 103, je samostan Majke Divne Sestara milosrdnica sv. Vinka Paulskog. Ponovno je otvoren 13. listopada 2007. godine.

## Odgoj i obrazovanje
Tu je Katolički školski centar, vrtić, Caritas. Caritasov obiteljski centar sadrži Dječji vrtić Sveta obitelj s redovnim i produženim boravkom.
Katolički školski centar Sv. Josipa ima područnu osnovnu školu.
Središnji objekt Dječjeg vrtića Sveta Obitelj je na Stupu i trenutačno ga pohađa 198 djece, a u podružnim vrtićima 15 djece na Višnjiku i 17 djece u vrtiću u Zenici.
Hrvatski studentski dom Dr. Dragutin Dujmušić, jedan od uspješnih projekata Hrvatskog katoličkog dobrotvornog društva (HKDD) koje od osnutka 1991. realizira brojne pothvate u domeni duhovnog, kulturnog i materijalnog boljitka Hrvata u Bosni i Hercegovini. Skupa sa zagrebačkim studentskim domovima, Katarina Kosača i Diva Grabovčeva, ovaj dom je jedan od prioriteta HKDD-a u pružanju pomoći u odgoju i obrazovanju mladih. Dom je svečano otvorio ondašnji hrvatski premijer Zoran Milanović 1. prosinca 2014. godine prigodom dvodnevne radne posjete Bosni i Hercegovini.  Dom je izgrađen zahvaljujući potpori Vlade Republike Hrvatske i u nj je uloženo 4,5 milijuna eura. Studentski dom je dom bitan za opstanak Hrvata u Sarajevu i hrvatska vlada financirala ga je kao ispunjavanje svoje ustavne obveze.
Institut Veterinarskog fakulteta na Stupu.
Stanovnici Mjesne zajednice Stup II, ističu izgradnju i osnivanje osnovne škole, kao jednu od osnovnih društvenih potreba na području ovog naselja i naseljima koji gravitiraju ovoj mjesnoj zajednici (Stupsko brdo i Stup). Potreba izgradnje razmatrana je kroz izradu Regulacionog plana stambeno poslovne zone „Stup Nukleus“.

## Vanjske poveznice
- Sarajevo 1.425 dana pod opsadom - YouTube Stup 1992
- Sarajevo 1.425 dana pod opsadom - YouTube Stup 1993
- Sarajevo 1.425 dana pod opsadom - YouTube Stup 1996
- Župa Uznesenja BDM, Stup
- Katolički tjednik, Sarajevo Sarajevo: Proslava Velike Gospe na Stupu, 15. kolovoza 2018.